# Coast Guard Air Station Savannah
Coast Guard Air Station Savannah est une base aérienne de la Garde côtière des États-Unis située sur l'Hunter Army Airfield (en) à Savannah, en Géorgie.

## Opérations et missions

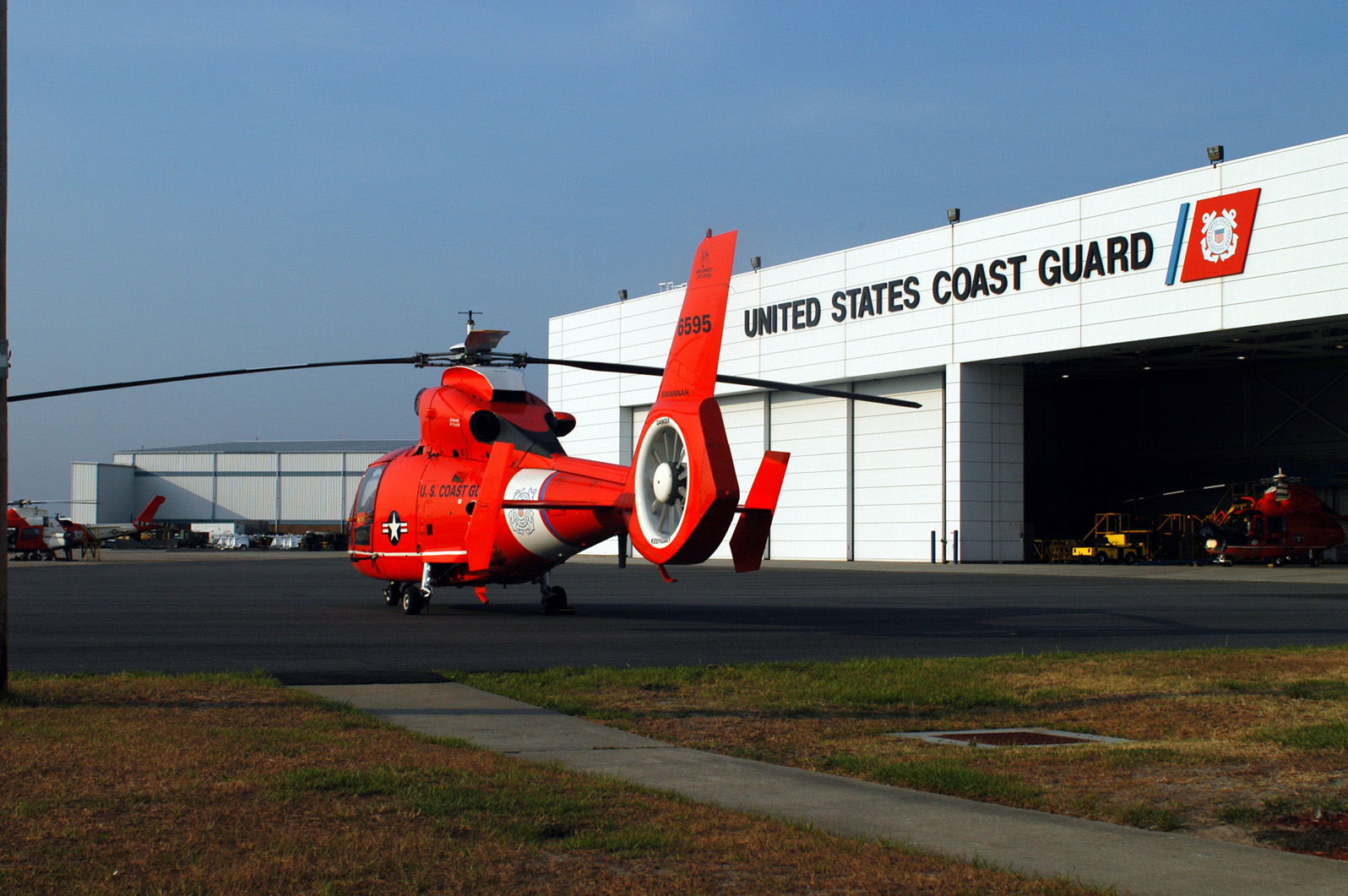
Un HH-65 sur la base de Savannah

La base aérienne de la Garde côtière de Savannah prend en charge une multitude de missions de la Garde côtière dans le monde. Elle offre une couverture de recherche et sauvetage (SAR) 24 heures par jour, 365 jours par an, pour 450 miles du littoral de la frontière nord de la Caroline du Sud à Melbourne, en Floride, traitant en moyenne plus de 250 cas SAR par an. Les autres missions comprennent: la sécurité maritime, la protection de l'environnement marin, l'application des lois sur les pêches, le soutien aux aides à la navigation, l'interdiction des migrants, l'interdiction des stupéfiants, l'application d'autres lois et l'état de préparation de la défense. 

## Historique
CGAS Savannah a été mis en service à l'été 1963 sur ce qui était alors connu sous le nom de Hunter Air Force Base, qui est devenu Hunter Army Airfield (en) en 1967. En 1964, la Basic Operational Training Unit (BOTU) HH-52A de la Garde côtière a été créée à Savannah. Cette unité a été le précurseur du programme de formation d'aviateurs spécialisé de la Garde côtière, maintenant assuré au sein du Centre de formation de l'aviation de la Garde côtière à Mobile, en Alabama.